# كرس أسامر (غرس تعلالين)
كرس أسامر هي إحدى مشيخات المملكة المغربية، تتبع جغرافيا لإقليم ميدلت وإداريًا لغرس تعلالين. يقدر عدد سكانها بـ 5275 نسمة حسب الإحصاء الرسمي للسكان والسكنى لسنة 2004.